# Tjærenellike (art)
Tjærenellike (Silene viscaria) er en vildstaude, som er let kendelig på de klæbrige, brune felter, som findes under hvert bladpar. Planten er vildtvoksende på tørre steder i Danmark.

## Kendetegn
Tjærenellike er en flerårig, urteagtig plante med en opstigende og af og til fladedækkende vækstform. Planten danner en grundstillet roset af blade. Stænglerne er grågrønne med klæbrige, brune bælter under de modsat stillede blade. Både rosettens blade og stængelbladene er linjeformede og helrandede, og begge bladsider er grågrønne. Blomstringen foregår i maj-juni, hvor man finer blomsterne samlet i endestillede stande. De enkelte blomster er 5-tallige og svagt uregelmæssige med lyserøde kronblade. Frugterne er kapsler med mange frø.
Rodsystemet består af en krybende jordstængel og et trævlet rodnet.
Tjærenellike når op i en højde på ca. 25 cm og en bredde på ca. 10 cm (heri dog ikke medregnet skud fra jordstænglen).

## Hjemsted
Tjærenellike har sin naturlige udbredelse i Lilleasien og det meste af Europa. Arten er knyttet til lysåbne voksesteder med tørre, næringsfattige jordbundsforhold. I Danmark findes den især på overdrev og sydvendte skrænter. I den fredede, tidligere grusgrav nordvest for Bjergsted findes en varmeelskende og tørketålende bevoksning på de sydvestvendte skråninger. Her findes arten sammen med bl.a. 
blåhat, almindelig  knopurt, almindelig kællingetand, almindelig pimpinelle, bidende stenurt, bredbladet timian, fåresvingel, gul rundbælg, gul snerre, hulkravet kodriver, håret høgeurt, knoldranunkel, knoldrottehale, kornet stenbræk, markkrageklo, smalbladet timian, stivhåret kalkkarse, stor knopurt og vellugtende gulaks

## Galleri
|  |  |
|  |  |

## Note
1. ↑  Carsten Clausen og Hans Guldager Christiansen: ”Gedehullet” og ”Rutsjebanen” Bjergsted Bakker (Webside ikke længere tilgængelig)